# Jemenská fotbalová reprezentace
Jemenská fotbalová reprezentace reprezentuje Jemen na mezinárodních fotbalových akcích, jako je mistrovství světa nebo Mistrovství Asie ve fotbale. Před rokem 1990 soutěžily dva jemenské týmy pod hlavičkou Severního a Jižního Jemenu.

## Mistrovství světa
| Rok    | Účast                                           | Soupisky |
| ------ | ----------------------------------------------- | -------- |
| 1970   | Bez účasti                                      |          |
| 1974   | Bez účasti                                      |          |
| 1978   | Bez účasti                                      |          |
| 1982   | Bez účasti                                      |          |
| 1986   | Nepostoupili z kvalifikace                      |          |
| 1990   | Nepostoupili z kvalifikace                      |          |
| 1994   | Nepostoupili z kvalifikace                      |          |
| 1998   | Nepostoupili z kvalifikace                      |          |
| 2002   | Nepostoupili z kvalifikace                      |          |
| 2006   | Nepostoupili z kvalifikace                      |          |
| 2010   | Nepostoupili z kvalifikace                      |          |
| 2014   | Nepostoupili z kvalifikace                      |          |
| 2018   | Nepostoupili z kvalifikace                      |          |
| 2022   | Nepostoupili z kvalifikace                      |          |
| 2026   | Nepostoupili z kvalifikace                      |          |
| Celkem | účast – 0× zlato – 0×, stříbro – 0×, bronz – 0× |          |